# سیارک ۱۲۷۷۴
سیارک ۱۲۷۷۴ (به انگلیسی: 12774 Pfund، نامگذاری:1994PH22) دوازده هزار و هفتصد و هفتاد و چهارمین سیارک کشف شده‌است که در ۱۲ اوت ۱۹۹۴ کشف شد.
قدر مطلق سیارک برابر ۱۴.۱ است.